# Shirley Temple

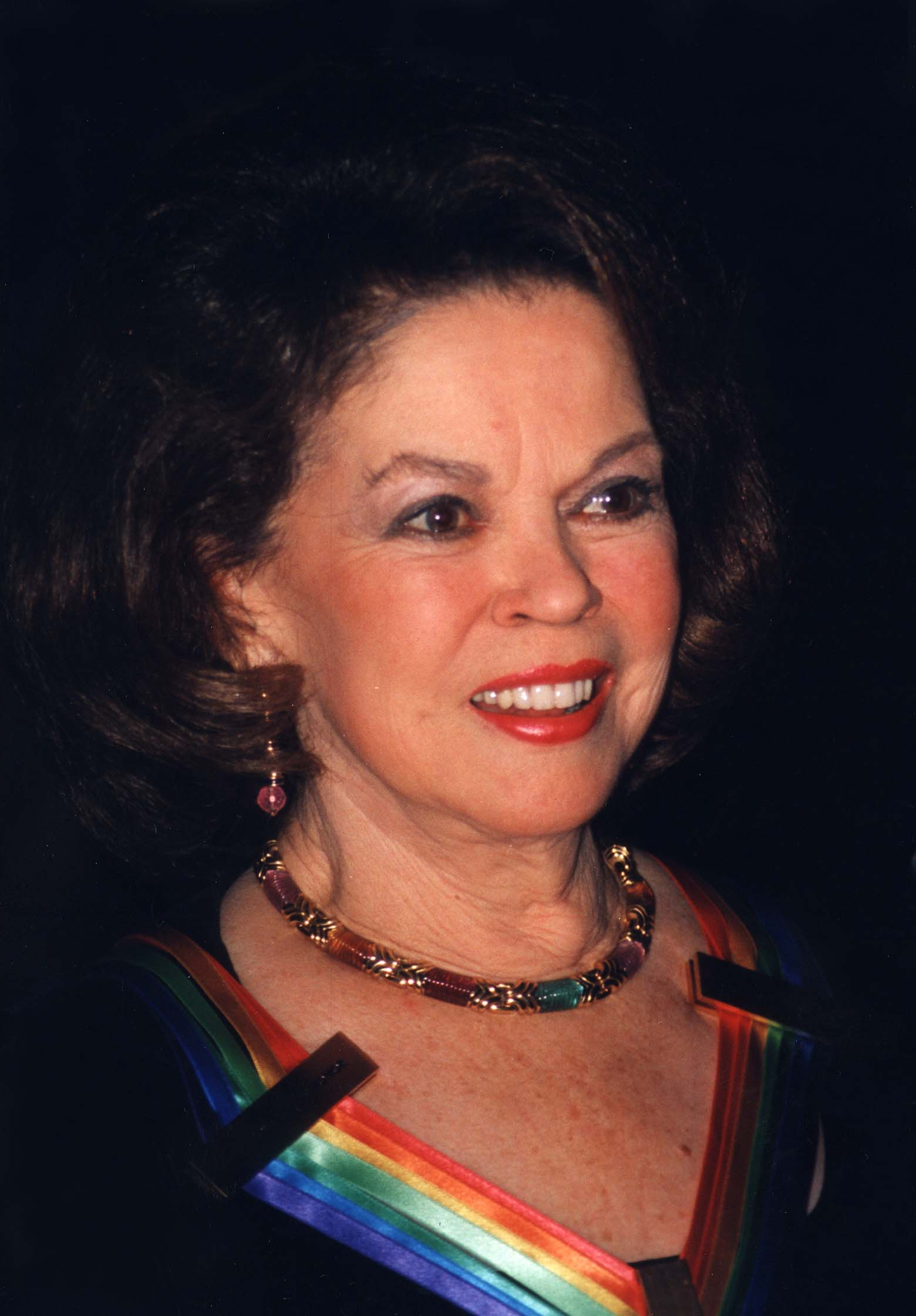
Shirley Temple (1998)

Shirley Jane Temple (* 23. April 1928 in Santa Monica, Kalifornien; † 10. Februar 2014 in Woodside, Kalifornien) war eine US-amerikanische Schauspielerin, Sängerin, Tänzerin und Diplomatin. Sie war einer der erfolgreichsten Kinderdarsteller der Filmgeschichte und in den 1930er-Jahren einer der umsatzstärksten Stars in Hollywood. Zu ihren bekanntesten Filmen zählen Rekrut Willie Winkie, Heidi und Die kleine Prinzessin.
Daneben war sie auch als Tänzerin und Sängerin erfolgreich. 1935 erhielt sie im Alter von sechs Jahren einen Juvenile Award, einen Oscar, der Kinderdarsteller ehrt. Mit zunehmendem Alter sank ihre Popularität; sie drehte 1949 ihren letzten Film. Später war sie Botschafterin der Vereinigten Staaten in Ghana und der Tschechoslowakei. Das American Film Institute wählte Shirley Temple auf Platz 18 in der Liste der größten weiblichen Filmlegenden.

## Leben

### Karrierebeginn
Shirley Temple war die Tochter des Bankangestellten George Francis Temple (1888–1980) und der Hausfrau Gertrude Amelia Krieger (1893–1977). Bereits im Alter von drei Jahren besuchte sie eine Tanzschule in Los Angeles. Dort wurde sie von Charles Lamont entdeckt. Ihre ersten Filmrollen hatte sie 1932 in der Baby-Burlesk-Filmreihe, beispielsweise in dem Film War Babies. Danach spielte sie in einer weiteren Kurzfilmserie für Educational Pictures mit.
Größere Popularität erreichte sie 1934 durch den Film Wir senden Sonne der Fox Film Corporation, in dem sie ihre erste Tanzszene mit James Dunn hatte und das Lied Baby Take a Bow sang. Danach hatte sie weitere Nebenrollen in bekannten Filmen und drehte zwei Filme bei Paramount. Mitte 1934 erhielt sie schließlich einen Siebenjahresvertrag bei der Fox Film Corporation, die 1935 mit 20th Century Pictures zur 20th Century Fox fusionierte. 1935 erhielt Temple im Alter von sechs Jahren einen Juvenile Award. „In dankbarer Anerkennung für ihren herausragenden Beitrag zur Filmunterhaltung während des Jahres 1934“, hieß es in der Begründung. Sie wurde zum populärsten Kinderstar der Depressionsära.

### Höhepunkte

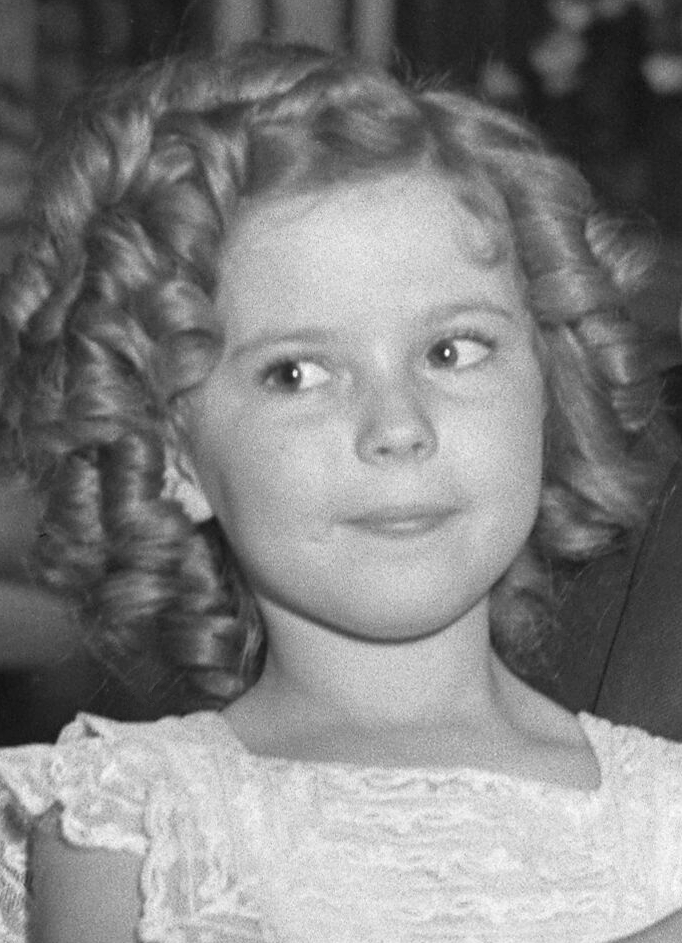
Shirley Temple (1937)

Temple spielte schon im Kindesalter mit bekannten Schauspielern wie Lionel Barrymore, Alice Faye, Jack Holt, Gary Cooper oder Jean Hersholt. Ihr langjähriger Studioboss Darryl F. Zanuck schwärmte von dem populären Kinderstar: „Sie ist das achte Weltwunder!“ Selbst Präsident Franklin D. Roosevelt war ihrem Charme verfallen und dankte ihr dafür, „dass sie Amerika mit einem Lächeln durch die Depression führt“.

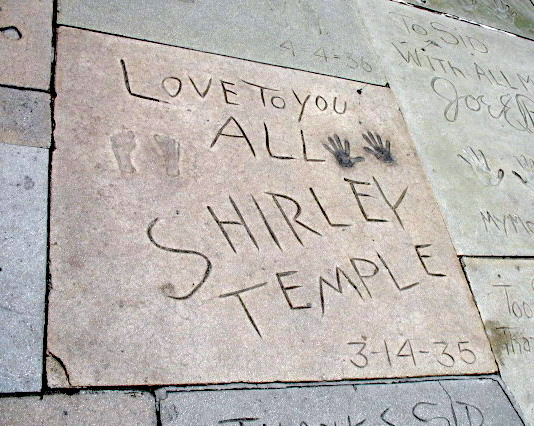
Temples Hand- und Fußabdrücke vor Grauman’s Chinese Theatre

Von 1935 bis 1938 war sie in Amerika der umsatzstärkste Star an den Kinokassen. 1939 rutschte sie auf Platz fünf ab. Zudem war ihr Gesicht auf zahlreichen Produkten vom Shampoo bis zum Waschmittel zu sehen. Die Shirley-Temple-Puppe fand man in vielen Haushalten in den USA. Besonderes Markenzeichen der Puppen war das Kleid, das Temple in Stand Up and Cheer trug. Neben Freddie Bartholomew, Jackie Cooper und Deanna Durbin zählte sie zu den Kinderstars mit den höchsten Einkommen. Mit 307.014 Dollar bekam sie 1937 das siebthöchste Jahreseinkommen in den USA. Hinzu kamen jeden Monat 30.000 Dollar aus Werbeverträgen. Ihre Popularität erhielt 1937 einen gewaltigen Schub durch die Doppelerfolge Rekrut Willie Winkie und Heidi.
Temples Begabung als Tänzerin, speziell im Stepptanz, war bekannt und gefeiert. Bereits in ihren frühesten Filmen tanzte sie und beherrschte im Alter von fünf Jahren komplizierte Stepp-Choreographien. Sie war ein Team mit dem berühmten Tänzer Bill Robinson in Oberst Shirley (1935), Der kleinste Rebell (1935), Shirley auf Welle 303 (1938) und Just Around the Corner (1938). Er unterrichtete sie auch und entwickelte die Choreographien beispielsweise für ihren Film Sonnenmädel. Temple drehte auch mit anderen Tanzpartnern, wie George Murphy oder Buddy Ebsen. Shirley Temple und Bill Robinson waren in jener Zeit das einzige Tanzpaar, das mit der Popularität von Fred Astaire und Ginger Rogers konkurrieren konnte. Da Robinson Afroamerikaner war, mussten in vielen Städten des rassistisch geprägten amerikanischen Südens die Szenen, in denen er Temple an der Hand hielt, herausgeschnitten werden. In Deutschland wurden ihre Filme von Carmen Lahrmann synchronisiert.

### Nachlassende Popularität

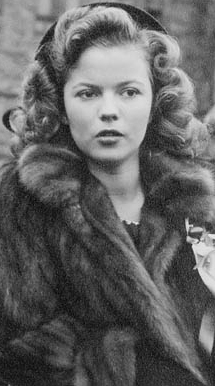
Shirley Temple (1944)

MGM wollte Temple für die Hauptrolle in der teuren Produktion von Das zauberhafte Land ausleihen. Doch 20th Century Fox wollte ihren größten Kassenmagneten nicht hergeben. Ihren letzten großen Erfolg hatte Temple 1939 mit Die kleine Prinzessin (1,5 Millionen Dollar Budget, Technicolor). Ihr letzter profitabler Film für Fox war Fräulein Winnetou (1939), der noch im selben Jahr gedreht wurde. Da Das zauberhafte Land mit Judy Garland in der Hauptrolle großen Erfolg hatte, produzierte Fox 1940 als Konkurrenz den Farbfilm The Blue Bird. Der Fantasyfilm, in dem sie ausnahmsweise eine vergleichsweise negative Figur spielte, wurde zum ersten Flop ihrer Karriere. Als auch der nächste Schwarzweißfilm Young People (1940) kein Erfolg wurde, lief auch ihr Vertrag bei Fox aus. Sie war zwölf Jahre alt und ihre Popularität begann zu schwinden. Sie wechselte zu MGM, danach zu United Artists. Dort entstanden Kathleen (1941) und Miss Annie Rooney (1942), in letzterem Film erhielt sie von Dickie Moore ihren ersten Leinwandkuss und machte so den Sprung zum Erwachsenenfach.
Der Produzent David O. Selznick nahm Temple unter Vertrag und gab ihr zunächst die Nebenrolle der Tochter von Claudette Colbert in seinem Drama über die amerikanische Heimatfront, Als du Abschied nahmst (1944). Temple bekam für ihre Darstellung gute Kritiken. Auch einige ihrer nachfolgenden Produktionen brachten ihr Anerkennung und Lob ein, vor allem die Komödie So einfach ist die Liebe nicht (1948) (mit Cary Grant und Myrna Loy) oder Bis zum letzten Mann (1948), ein John-Ford-Western mit Temple als Tochter von Henry Fonda. Unzufrieden mit dem Verlauf ihrer Karriere beendete sie 1950 mit nur 22 Jahren ihre Kinolaufbahn. 1958 entwarf sie die Fernsehsendung The Shirley Temple Storybook, die über zwei Jahre im US-amerikanischen Fernsehen lief und in der klassische Märchen- und Kindergeschichten adaptiert wurden. Nach dem Ende der Serie zog sie sich endgültig aus dem Showgeschäft zurück.
2005 erhielt sie die Auszeichnung der Filmschauspielergewerkschaft für ihr Lebenswerk, den Screen Actors Guild Life Achievement Award. Temple ist ein Stern auf dem Hollywood Walk of Fame gewidmet.

### Eintritt in die Politik

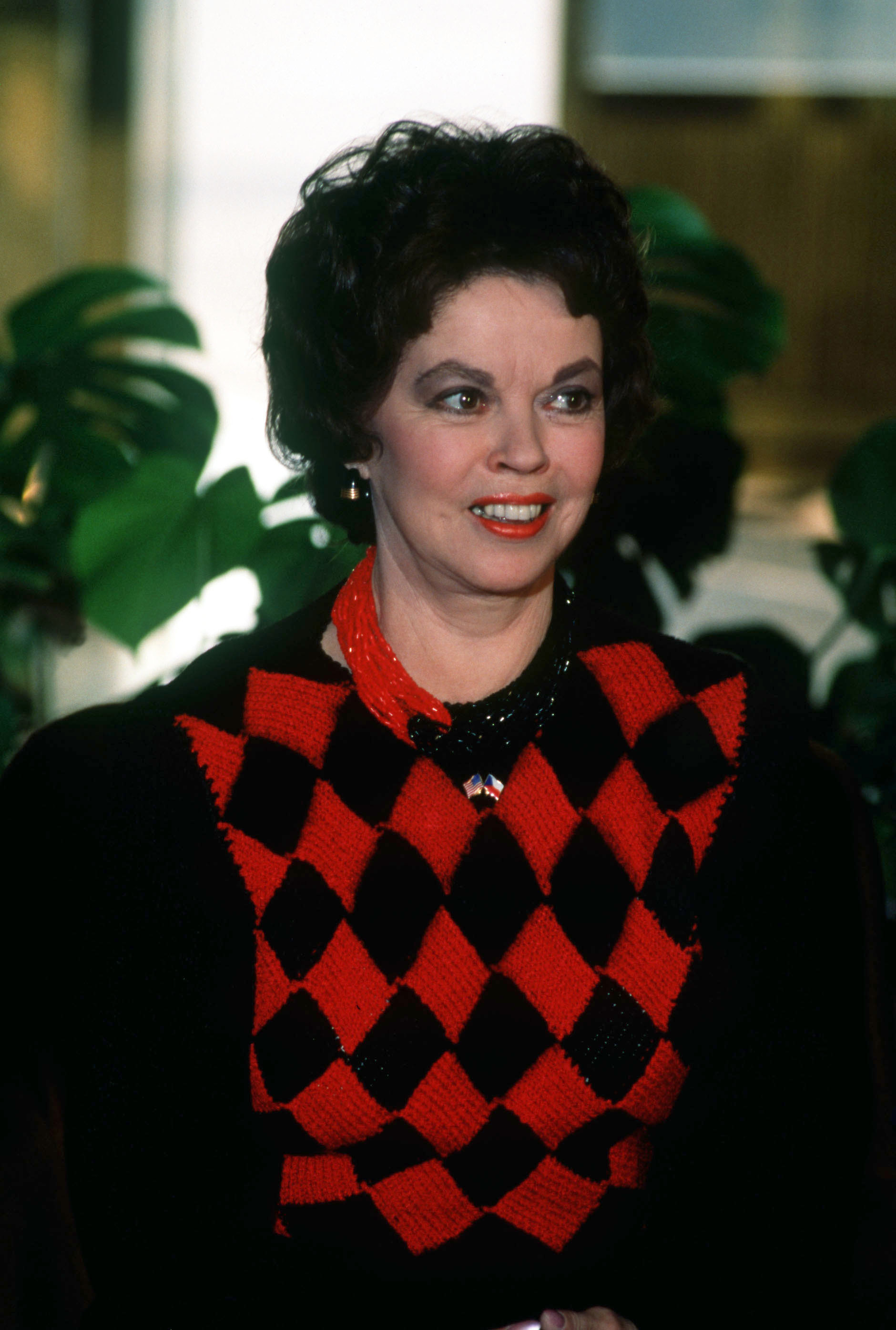
Shirley Temple als Botschafterin in Prag (1990)

Ab 1950 warb Temple für Spenden für die Republikanische Partei. Im selben Jahr stellte sie auch fest, dass ihre Millioneneinnahmen aufgrund des kostspieligen Lebens ihrer Familie und Fehlspekulationen ihres Vaters bis auf einige Tausend Dollar verschwunden waren.
1966 kandidierte sie erfolglos für einen Sitz im Repräsentantenhaus der Vereinigten Staaten für die Republikanische Partei. Mit 22,4 Prozent belegte sie bei der Wahl den dritten Platz; mit Pete McCloskey siegte ein anderer Republikaner, der liberale Positionen vertrat. 1969 ernannte Präsident Richard Nixon sie zur US-Delegierten bei der UN-Vollversammlung. 1971 wurde bei Temple Brustkrebs diagnostiziert; nach einer erfolgreichen Operation wandte sie sich 1974 wieder der Politik zu. Von 1974 bis 1976 war sie unter Präsident Gerald Ford US-Botschafterin in Ghana. 1976 und 1977 war sie Protokollchefin sowie von 1989 bis 1992 US-Botschafterin in Prag und damit Augenzeugin der Samtenen Revolution in der Tschechoslowakei.

### Privatleben
Von 1945 bis 1950 war Temple mit dem Schauspieler John Agar verheiratet; aus der Ehe ging eine Tochter hervor. Von 1950 an war sie mit Charles Alden Black (1919–2005) verheiratet, mit dem sie einen Sohn und eine weitere Tochter bekam. Außerdem hat sie eine Enkelin und zwei Urenkelinnen. Shirley Temple starb am 10. Februar 2014 im Alter von 85 Jahren in ihrem Haus in Woodside, Kalifornien, an den Folgen von COPD.

## Filmografie
- 1932: War Babies
- 1932: Baby Burleske-Filmreihe
- 1932: Red Haired Alibi
- 1933: To The Last Man
- 1933: Out All Night
- 1934: Carolina
- 1934: Mandalay
- 1934: Wir senden Sonne (Stand Up and Cheer)
- 1934: Change Of Heart
- 1934: Die Glückspuppe (Little Miss Marker)
- 1934: Now I’ll Tell
- 1934: Shirley’s großes Spiel (Baby, Take a Bow)
- 1934: Treffpunkt: Paris! (Now and Forever)
- 1934: Lachende Augen (Bright Eyes)
- 1935: Oberst Shirley (The Little Colonel)
- 1935: Unser kleines Mädel (Our Little Girl)
- 1935: Lockenköpfchen (Curly Top)
- 1935: Der kleinste Rebell (The Littlest Rebel)
- 1936: Shirley Ahoi! (Captain January)
- 1936: Armes reiches Mädel (Poor Little Rich Girl)
- 1936: Sonnenmädel (Dimples)
- 1936: Sonnenscheinchen (Stowaway)
- 1937: Rekrut Willie Winkie (Wee Willie Winkie)
- 1937: Heidi
- 1938: Shirley auf Welle 303 (Rebecca of Sunnybrook Farm)
- 1938: Little Miss Broadway
- 1938: Just Around The Corner
- 1939: Die kleine Prinzessin (The Little Princess)
- 1939: Fräulein Winnetou (Susannah of the Mounties)
- 1940: The Blue Bird
- 1940: Young People
- 1941: Papa braucht eine Braut (Kathleen)
- 1942: Miss Annie Rooney
- 1944: Als du Abschied nahmst (Since You Went Away)
- 1944: Ich werde dich wiedersehen (I'll Be Seeing You)
- 1945: Kiss and tell
- 1947: Honeymoon
- 1947: So einfach ist die Liebe nicht (The Bachelor and the Bobby-Soxer)
- 1947: That Hagen Girl
- 1948: Bis zum letzten Mann (Fort Apache)
- 1949: Adventure in Baltimore
- 1949: Mr. Belvedere kann alles besser (Mr. Belvedere Goes to College)
- 1949: The Story of Seabiscuits
- 1949: A Kiss for Corliss

## Fernsehauftritte
- 1958–1961: Shirley Temple’s Storybook (elf Folgen), darunter:
  - 1960: The House of the Seven Gables, Verfilmung von Das Haus mit den sieben Giebeln[5]
  - 1961: The Princess and the Goblins, Verfilmung von Die Prinzessin und der Kobold[6]

## Auszeichnungen

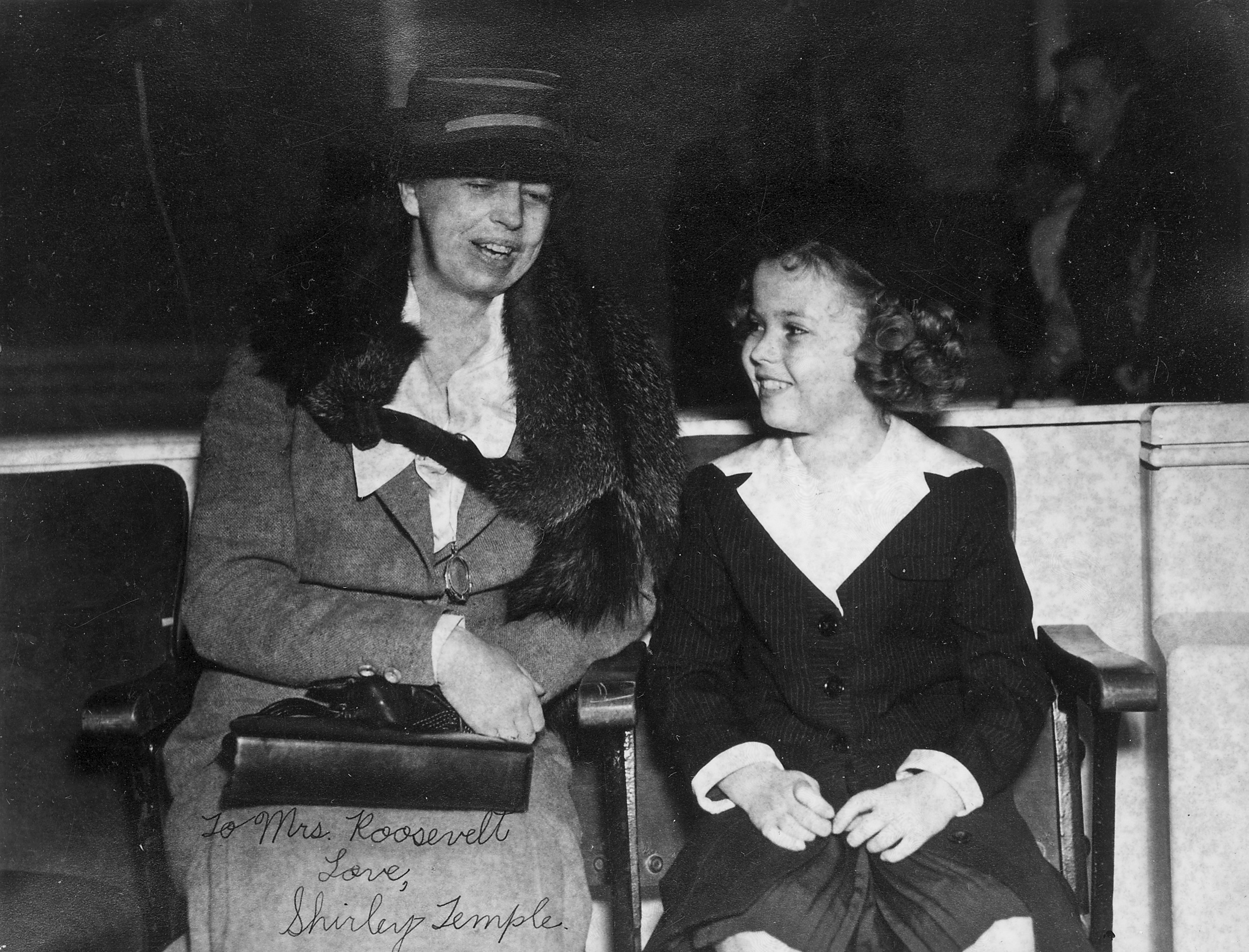
Shirley Temple und die damalige First Lady Eleanor Roosevelt (1938)

- 1935: Juvenile Award bei der Oscarverleihung 1935 als Auszeichnung für ihre Filmauftritte im Jahr 1934
- 1960: Stern auf dem Hollywood Walk of Fame in der Kategorie Film (1500 Vine Street)
- 1992: Preis des National Board of Review für ihr Lebenswerk
- 1998: Kennedy Center Honors für ihr künstlerisches Lebenswerk
- 2006: Screen Actors Guild Award bei der Verleihung 2006 für ihr Lebenswerk

## Sonstiges
Nach Shirley Temple ist das gleichnamige alkoholfreie Mixgetränk benannt. Das in den 1930er Jahren erfundene Getränk besteht aus Ginger Ale und/oder Zitronenlimonade, Grenadine, zerstoßenem Eis und, je nach Rezept, auch Zitronen-, Limetten- oder Orangensaft. Üblicherweise wird es mit einer Cocktailkirsche oder einer Orangenscheibe garniert.
Eduard VIII. sprach von Königin Elisabeth II., seiner Nichte, häufig abwertend als Shirley Temple, womit er Bezug auf deren Rolle in Die kleine Prinzessin nahm.